# Chlorotettix melanotus
Chlorotettix melanotus är en insektsart som beskrevs av Delong 1916. Chlorotettix melanotus ingår i släktet Chlorotettix och familjen dvärgstritar. Inga underarter finns listade i Catalogue of Life.